# Easthampton (Massachusetts)
Easthampton es una ciudad ubicada en el condado de Hampshire en el estado estadounidense de Massachusetts. En el Censo de 2010 tenía una población de 16.053 habitantes y una densidad poblacional de 455,61 personas por km².

## Geografía
Easthampton se encuentra ubicada en las coordenadas 42°15′56″N 72°40′15″O / 42.26556, -72.67083. Según la Oficina del Censo de los Estados Unidos, Easthampton tiene una superficie total de 35,23 km², de la cual 34,52 km² corresponden a tierra firme y (2,02%) 0,71 km² es agua.

## Demografía
Según el censo de 2010, había 16.053 personas residiendo en Easthampton. La densidad de población era de 455,61 hab./km². De los 16.053 habitantes, Easthampton estaba compuesto por el 93,6% blancos, el 1,08% eran afroamericanos, el 0,19% eran amerindios, el 2,37% eran asiáticos, el 0,02% eran isleños del Pacífico, el 1,14% eran de otras razas y el 1,59% pertenecían a dos o más razas. Del total de la población el 3,68% eran hispanos o latinos de cualquier raza.